# Region Südpfalz
Die Region Südpfalz war eine Planungsregion in Rheinland-Pfalz, die im Rahmen des Regionengesetzes 1968 eingerichtet wurde. Sie ging 1977 in der Region Rheinpfalz auf. Sie bestand aus den Landkreisen Bad Bergzabern, Landau und Germersheim, sowie der kreisfreien Stadt Landau in der Pfalz. Am 7. Juni 1969 wurden die Landkreise Bad Bergzabern und Landau zum neu gebildeten Landkreis Südliche Weinstraße zusammengelegt.